# 亜ジチオン酸ナトリウム
亜ジチオン酸ナトリウム（あジチオンさんナトリウム）は化学式 Na2S2O4 の化合物であり、亜ジチオン酸のナトリウム塩である。亜二チオン酸ナトリウム、次亜硫酸ナトリウム、ハイドロサルファイトナトリウム、あるいは単にハイドロサルファイトとも呼ばれる。また、ジチオナイトといった場合、この化合物や、溶かすことによって得られる亜ジチオン酸イオンを指す場合が多い。

## 化学的性質
無水物はわずかに亜硫酸ガスの刺激臭を帯びる白色の単斜晶である。水に溶けやすく、エタノールにはわずかに溶ける。他に二水和物が知られているが、黄色味がかった柱状結晶で、容易に脱水して無水物になるほか、空気中の酸素によって酸化されやすく不安定である。無水物がC2対称構造をとりねじれ角16°の重なり形配座であるのに対し、二水和物はねじれ角56°のゴーシュ配座になっている。以下の記述は無水物についてである。
空気中で 90 °C 以上に加熱すると次第に分解して硫酸ナトリウムと二酸化硫黄を生じる。空気がなければ 150 °C で激しく分解し、亜硫酸ナトリウム、チオ硫酸ナトリウムと二酸化硫黄、微量の硫黄を生じる。
空気中で粉末の状態で少量の水と接すると、分解によって生じる熱によって引火することがある。空気がなく湿気だけの場合にはわずかに分解するのみである。

### 水溶液中での分解
水溶液は酸性であり低温ではゆっくりと、高温では速やかにチオ硫酸ナトリウムと亜硫酸水素ナトリウムに分解する。また酸性度が高いほど速く分解する。
{\displaystyle {\ce {2Na2S2O4\ + H2O -> Na2S2O3\ + 2NaHSO3}}}
また酸素が存在すれば硫酸水素ナトリウムと亜硫酸水素ナトリウムに分解する。
{\displaystyle {\ce {Na2S2O4\ + O2\ + H2O -> NaHSO4\ + NaHSO3}}}
硫酸水素ナトリウムと亜硫酸水素ナトリウムはpHを下げるため、次第に分解が加速する。強い酸性条件では以下のような二酸化硫黄が発生する反応が起きる。
{\displaystyle {\ce {2H2S2O4 -> 3SO2\ + S\ + 2H2O}}}
{\displaystyle {\ce {3H2S2O4 -> 5SO2\ + H2S\ + 2H2O}}}
一方、アルカリ性 (pH 9–11) の溶液は安定で1時間に約1%しか分解しない。このとき強い還元力を示す。強アルカリ性条件では亜硫酸と硫化物に分解する。
{\displaystyle {\ce {3Na2S2O4\ + 6NaOH -> 5Na2SO3\ + Na2S\ + 3H2O}}}

## 製法
いくつかあるが、工業的主流は亜鉛塵法とギ酸ソーダ法である。
亜鉛塵法
亜鉛の粉末を水に懸濁し二酸化硫黄を通すと、亜鉛が溶けて亜ジチオン酸亜鉛となる。水酸化ナトリウムや炭酸ナトリウムを加え、亜鉛分を水酸化亜鉛(II)の白色沈澱として析出させ、減圧濃縮した後にメタノールと塩化ナトリウムを加えると亜ジチオン酸ナトリウムの無水物が析出する。メタノールで洗浄後乾燥させる。
{\displaystyle {\ce {Zn\ + 2 SO2 -> ZnS2O4}}}
{\displaystyle {\ce {ZnS2O4\ +2NaOH->Zn(OH)2\downarrow \ +Na2S2O4}}}
ギ酸ソーダ法
三菱ガス化学が実用化した方法で、80%メタノールにギ酸ナトリウムを溶かし、二酸化硫黄と水酸化ナトリウムを加えると、亜ジチオン酸ナトリウムの無水物が析出する。ギ酸ナトリウムは多価アルコール製造の副生成物として得られるため、亜鉛塵法と比べて低コストであることが利点となっている。
{\displaystyle {\ce {HCOONa\ +2SO2\ +NaOH->Na2S2O4\downarrow \ +CO2\ +H2O}}}
アマルガム法
亜硫酸水素ナトリウム水溶液に、食塩電解槽でつくったナトリウムアマルガムを接触させて還元することによって得られる。
水素化ホウ素ナトリウム法
水素化ホウ素ナトリウムは強アルカリ水溶液中で安定な還元剤であり、二酸化硫黄と水酸化ナトリウムを加えることで亜ジチオン酸ナトリウムを生ずる。
{\displaystyle {\ce {NaBH4\ + 8NaOH\ + 8SO2 -> 4Na2S2O4\ + NaBO2}}}
電解法
半透膜で仕切られた電解槽で二亜硫酸イオンを還元すると亜ジチオン酸イオンが生じる。
こうして得られた亜ジチオン酸ナトリウムの純度は9割程度であり、二亜硫酸ナトリウム、亜硫酸ナトリウム、硫酸ナトリウム、炭酸ナトリウムなどが不純物として含まれる。
世界における年間製造量は55万トン（2001年）と推定され、およそ半量が織物の染色や漂白に、3分の1がパルプや紙の漂白に用いられている。

## 利用
還元性が強く、還元剤や漂白剤としてまた、酸素吸収剤としても用いられる。家庭用品としても、おもに染み抜き剤として普及しているほか、水質改善やバッテリー添加剤として利用されている。

### 食品添加物
食品衛生法による指定添加物であり、法令上の表記は次亜硫酸ナトリウムであるが、食品表示基準では「亜硫酸塩」と簡略表記することが認められている。漂白剤・保存料・酸化防止剤として利用されているが、食品、添加物等の規格基準により、ごま、豆類および野菜に対する使用は禁止されている。理由は、漂白する必要がないとみなされているためである。

### 工業利用
染色工程で水に不溶の染料を還元して可溶性のアルカリ金属塩にするなどの利用がある。藍の建染めの際に、水に不溶なインディゴを可溶化させるのに用いられる。また、またジチオナイトの還元力によって過剰な染料や、余った酸化剤、意図しない染色などを防ぐことができ、染色品質を上げることができる。皮革、食品、高分子、写真などの工業で利用されている。またホルムアルデヒドと反応させることで漂白剤ロンガリットを生じ、パルプ、綿、羊毛、革、カオリンなどの脱色に用いられる。

### 生化学
酸化還元滴定の際の還元剤として、酸化剤フェリシアン化カリウムとの組み合わせで頻用される。つまりジチオナイトで溶液の酸化還元電位を下げておきフェリシアニドを滴下していく、もしくはその逆を行う。

### 土壌化学
亜ジチオン酸イオンは2価・3価金属イオンに強い親和性を持つため、鉄の溶解度を上げることができる。そこで土壌分析においては、クエン酸やEDTAのようなキレート剤と共に用いて、酸化水酸化鉄(III) を二価の鉄イオンに還元して、（ケイ酸塩鉱物に含まれていない）遊離の酸化鉄を抽出定量する際に用いられている。

## 危険性
消防法による危険物には該当しないが、国連分類では自然発火性 (4.2) とされており船舶・航空輸送に際して各種規制を受ける。
経口毒性は 2500 mg/kg（ラットLD50）と比較的低く、急性中毒症状としては、脱力、胃腸炎、下痢、呼吸困難などが挙げられる。経皮毒性や吸入毒性については確かなデータがない。しかし皮膚に対する若干の刺激性と、眼の粘膜に対する強い刺激性があり、さらに酸性条件では呼吸器に対する刺激性を持つ二酸化硫黄を発生する。
慢性毒性に関するデータはない。体内では急速に分解されるが、分解産物の亜硫酸塩、亜硫酸水素塩、硫酸塩、チオ硫酸塩などは毒性の程度が低い。ただし亜硫酸塩は一般に食品中のチアミン量を減少させる点に留意が必要である。変異原性は認められていない。発がん性に関する直接のデータはないが、分解産物はいずれもIARCによりグループ3（人に対する発がん性を分類できない）とされている。生殖毒性・発生毒性についても直接のデータはないが、分解産物は特に悪影響を及ぼさない。ただしチアミン分解に起因する母体の栄養不良や発育遅滞が報告されている。
水中で急速に分解されるため、生体濃縮のおそれや環境に対する直接の悪影響はないと考えられる。

## 歴史
1718年にシュタール (Stahl) が鉄を亜硫酸で処理した際に偶然黄色い溶液を得たのが最初である。1789年にベルトレー (Bertholet) はこの反応で水素が生じないことを示した。1852年、シェーンバイン (Schönbein) がインディゴの還元に用いた。1870年、フランスの化学者ポール・シュッツェンベルジェが二水和物を単離し、化学式を NaHSO2·H2O だとして "hydrosulfite de soude" （ソーダのハイドロサルファイト）と名付けた。1881年になってドイツの化学者アウグスト・ベルントゼンが化学式が Na2S2O4 であることを示した。1905年、BASF社のマックス・バズレン (Max Bazlen) が亜鉛塵法により安定な無水物を製造した。このとき同じくBASF社のヘルマン・ウルフ (Hermann Wolf) も同じ研究に取り組んでいたが、30分差でバズレンに特許が与えられた。
第二次世界大戦後、高コストな亜鉛を使わずにナトリウムアマルガムで還元する方法が主流となったが、20世紀後半になると水銀の使用が忌避されて亜鉛塵法やギ酸ソーダ法が主流となった。
1976年2月5日、東北本線福島駅で亜ジチオン酸ナトリウム10トンを積んだ貨車から発煙。消防署員が駆け付けたが処理方法が分からず、1時間半後に専門家を招いて消火方法を検討したが、結局放水を行うこととなった。放水を受けて積荷の亜ジチオン酸ナトリウムが火柱をあげて燃え始め、大量の亜硫酸ガスが発生。ガスは駅周辺へ流出し、デパートの店員らがのどの痛みを訴えるなどの被害が出た。